# Notes from the Underground
Notes from the Underground je třetí studiové album americké rap rockové skupiny Hollywood Undead. Původně mělo vyjít v létě 2012, ale nakonec bylo vydáno 8. ledna 2013 ve Spojených státech a Kanadě. Album se umístilo na 2. místě žebříčku Billboard 200 s více než 53 000 prodanými kopiemi během prvního týdne. Je nejúspěšnějším albem skupiny, přestože jejich předchozího alba American Tragedy se během prvního týdne prodalo kolem 67 000 kopií. Album vyvolalo obecně pozitivní přijetí.

## Seznam skladeb
| Standardní edice | Standardní edice  | Standardní edice |
| Pořadí           | Název             | Délka            |
| ---------------- | ----------------- | ---------------- |
| 1.               | „Dead Bite“       | 3:38             |
| 2.               | „From the Ground“ | 3:45             |
| 3.               | „Another Way Out“ | 2:47             |
| 4.               | „Lion“            | 3:54             |
| 5.               | „We Are“          | 4:34             |
| 6.               | „Pigskin“         | 2:41             |
| 7.               | „Rain“            | 3:41             |
| 8.               | „Kill Everyone“   | 2:52             |
| 9.               | „Believe“         | 4:14             |
| 10.              | „Up in Smoke“     | 3:38             |
| 11.              | „Outside“         | 4:43             |
| Celková délka:   | Celková délka:    | 40:27            |

| Unabridged edice | Unabridged edice  | Unabridged edice |
| Pořadí           | Název             | Délka            |
| ---------------- | ----------------- | ---------------- |
| 12.              | „Medicine“        | 3:26             |
| 13.              | „One More Bottle“ | 3:40             |
| 14.              | „Delish“          | 3:07             |
| Celková délka:   | Celková délka:    | 50:40            |

## Tvůrci
Převzato z AllMusic.

### Hollywood Undead
- Daniel "Danny" Murillo – zpěv, klávesy, kytary, baskytara, soundboards
- Jordon "Charlie Scene" Terrell - zpěv, kytary
- Jorel "J-Dog" Decker - zpěv, kytary, basová kytara, klávesy, syntezátor, programování, produkce
- George "Johnny 3 Tears" Ragan - zpěv, basová kytara
- Dylan "Funny Man" Alvarez – zpěv, soundboard, mixpulty
- Matthew "Da Kurlzz" Busek – zpěv, bicí, perkuse

### Další hudebníci
- Daren Pfeifer – živé bicí a perkuse
- John "John 5" Lowery – kytary

### Produkce
- Griffin Boice - produkce, technika, mixování, programování, doprovodný zpěv a různé hudební nástroje ve skladbě „Dead Bite“
- Danny Lohner - produkce
- S*A*M & Sluggo – produkce